# ハンズオン
ハンズオン（Hands-on 直訳は「手を置く（手を触れる）」）とは、体験学習を意味する教育用語。参加体験、実用的体験、インタラクティブ体験、実習、実験、体感など、体を使うことによる学習補助教育手法を指す。またトレーニングなどにおいては専門家から直接手取り足取り指導を受けることも意味する。
本で学ぶだけでなく実際に行った方が学習効果が上がるという考えに基づく。幼児教育から成人の職業教育、音楽やスポーツの体験教室、実用英会話教室まで幅広い範囲で使われる言葉である。
同様の意味でワークショップという言葉があるが、ハンズオンより幅広く、単なる作業所や工房と言った意味もある。

## ハンズオン展示
幼児教育における体験学習的な意図で設けられたチルドレンズ・ミュージアム（子ども向け博物館や科学館）に共通する基本方針としてハンズオン展示がある。「触ってみてもいいよ、触れて、感じて、遊んでごらん」という意味で、インタラクティブ展示とも呼ばれる。通常、対象となる年齢層が決まっており、対象年齢の子どもに合った内容の展示を平均身長に合わせて設置し、ボタンの大きさやハンドルの軽さも子どもに合わせ、また子どもの怪我や展示物の破損がないよう安全面も考慮されている。また小学生以上を対象にした博物館では地元の建物や地形を例にとった地域性の高い展示が多い。そのためヨーロッパや北米などでは遠足の行き先として人気がある。
一般の博物館では触れない模型や芸術作品などの展示物に実際に手を触れることで、子どもの探究心を刺激し、理解力を深め、実用的知識を蓄積し、楽しむことで学習内容の定着度を上げるといった教育的な付加価値を狙う。たとえば子ども科学館において、水力についてパネルを読むだけでなく、設置された巨大な水鉄砲を打ったり、水車を回すことで、子どもは水遊びしながら水の力やその応用の具体例を学ぶ。
ハンズオンがさらに発展すると、マインドオンつまり触れるだけでなく、子供の心の琴線に響く、心も興味、関心を呼び覚まされて、さらに大きな効果を生むというところまでを目標とする。 

### ハンズオン展示の起源
ハンズオン展示の始まりは、1925年、ドイツのミュンヘンにあるドイツ博物館のエンジンの運転模型が始まりだといわれる。ついで、1933年、シカゴ科学産業博物館が追随し、1937年には、パリの発見博物館(fr:Palais de la découverte)が化学実験の展示でこの方向を目指す試みを行った。
本格的なハンズオンのチルドレンズ・ミュージアムの最初のものは、サンフランシスコのエクスプロラトリアムである。これは、ロバート・オッペンハイマーの弟で物理学者で教育者でもあったフランク・オッペンハイマー(en:Frank Oppenheimer)によってつくられた。
日本でもこうした子供のための博物館を作ろうという機運が高まり、各地で実験的な試みが増えてきている。

## ハンズオン素材
ハンズオン学習に使える身近な物をハンズオン素材といい、文部科学省は国際協力の一環として、開発途上国におけるカリキュラム用にハンズオン素材の開発、収集、評価などを行っている。

## 負の側面
触れる展示物は、損傷やいたみが激しく、消耗品・壊れるものであることが念頭に置かれ展示されているが、壊れた場合は学芸員のイレギュラーな修復作業となることも指摘されている。